# 特里科普齊 (科羅斯特舍夫區)
50°14′11″N 29°4′17″E / 50.23639°N 29.07139°E
特里科普齊（烏克蘭語：Трикопці）是烏克蘭北部的村莊，隸屬日托米爾州的日托米爾區。該村面積0.279平方公里，海拔高度190米，2001年該村落人口55。